# Antonio Della Rosa
Antonio Della Rosa (Rimini, 30 ottobre 1923 – ...) è stato un calciatore italiano, di ruolo centrocampista.

## Carriera
Giocò in Serie A con la Fiorentina durante gli anni '40.